# Odynerus kelidopterus
Odynerus kelidopterus är en stekelart som beskrevs av Kohl. Odynerus kelidopterus ingår i släktet lergetingar, och familjen Eumenidae. Inga underarter finns listade i Catalogue of Life.